# 118 f.Kr.

## Händelser

### Efter plats

#### Romerska republiken
- Den romerska kolonin Narbo Martius grundas i Gallia Transalpina.

## Födda
- Lucullus, romersk konsul

## Avlidna
- Micipsa, kung av Numidien